# Gerrit Hensens
Gerrit Hensens (Winschoten, 15 juni 1930 – Havelte, 9 juli 2022) was een Nederlands politicus van de PvdA.
In 1960 trad hij in dienst bij de gemeente Ten Boer waar hij werkzaam was als waarnemend gemeentesecretaris. In oktober 1964 werd Hensens benoemd tot burgemeester van Nieuweschans en eind 1970 volgde zijn benoeming tot burgemeester van Havelte. Hij zou daar (waarnemend) burgemeester blijven tot die gemeente op 1 januari 1998 opging in de nieuwe gemeente Westerveld
Hensens overleed op 92-jarige leeftijd.